# John Steffensen
John Steffensen (ur. 30 sierpnia 1982 w Perth) – australijski lekkoatleta, sprinter, trzykrotny olimpijczyk (2004, 2008, 2012), w tym medalista olimpijski z 2004 roku.
W 2010 został zawieszony na 3 miesiące (17 listopada 2010 – 16 lutego 2011) za krytyczne wypowiedzi pod adresem krajowej federacji lekkoatletycznej.

## Osiągnięcia
- srebro Igrzysk Olimpijskich (sztafeta 4 x 400 m Ateny 2004)
- 2 złote medale Igrzysk Wspólnoty Narodów (Melbourne 2006, bieg na 400 m i sztafeta 4 x 400 m)
- brąz Mistrzostw Świata (Berlin 2009, sztafeta 4 x 400 m)
- siedmiokrotny medalista mistrzostw kraju w biegu na 400 metrów (w tym złoto w 2006)

## Rekordy życiowe
- bieg na 400 m – 44,73 (2006)